# Mylabris rajasthanicus
Mylabris rajasthanicus is een keversoort uit de familie van oliekevers (Meloidae). De wetenschappelijke naam van de soort is voor het eerst geldig gepubliceerd in 1972 door Saha.